# Jasper De Buyst
Jasper De Buyst (Asse, 24 november 1993) is een Belgisch baan- en wegwielrenner. Anno 2025 rijdt hij voor de Lotto wielerploeg.

## Loopbaan

### Jeugd
Jasper De Buyst is de zoon van voormalig wielrenner Franky De Buyst. Zijn grote doorbraak als jeugdrenners was zijn provinciale titel van Vlaams-Brabant, in het wielrennen op de weg. Dit deed hij als tweedejaars nieuweling in 2009. Eerder dat jaar was hij ook al 3de geëindigd in het provinciaal kampioenschap tijdrijden, en het nationaal kampioenschap Omnium op de Piste. Later dat jaar zou hij in het Henegouwse Saint-Ghislain ook zilver winnen op het nationaal kampioenschap tijdrijden achter Mike De Bie.
In 2010 maakte hij de overstap naar de junioren. Hij trok zijn goede resultaten van 2009 door. Zo behaalde hij ereplaatsen tijdens de provinciale kampioenschappen. Hij werd 3de in de tijdrit en tweede tijdens de wegrit. Maar zijn grote doorbraak volgde eind mei tijdens het Belgisch kampioenschap te Geel. Hij wist er op het vlakke parcours met nog zestien anderen voorop te blijven, in de groepsspurt toonde De Buyst zich de snelste voor Ruben Geerinckx en Emiel Vermeulen.
Tijdens het seizoen 2011 profileerde De Buyst zich steeds meer als een uitstekende baanwielrenner. Zo wist hij zich tot Belgisch baankampioen te kronen in het: omnium, ploegkoers, 1KM, individuele- en ploegenachtervolging en de ploegsprint. Maar ook schitterde hij op het Europees kampioenschap voor juniores in het Portugese Anadia. Op het onderdeel omnium behaalde hij een zilveren medaille. Maar ook op de weg behaalde hij prima resultaten, zo won hij de wegwedstrijd van het provinciaal kampioenschap, en het Belgisch kampioenschap tijdrijden te Tervuren.
2012 betekende voor De Buyst de overstap naar de beloften. Ook tekende hij zijn eerste betaalde contract bij het Amerikaanse team Bontrager Livestrong. Toen Dominique Cornu, Kenny De Ketele, Jonathan Dufrasne en Gijs Van Hoecke zich op het Wereldkampioenschap baanwielrennen met een zesde plek wisten te kwalificeren voor de Olympische spelen riep baancoach Peter Pieters hem op als reserve. Verder reed hij dat jaar verschillende kleinere wedstrijden bij de profs met wisselende successen. Ook pakte hij twee ereplaatsen bij het EK voor junioren. Met Gijs Van Hoecke werd hij tweede op de ploegkoers, en als onderdeel van het achtervolgingskwartet pakte hij het brons. Op het einde van het jaar reed hij voor het eerst de Zesdaagse van Vlaanderen-Gent. Aan de zijde van Tim Mertens eindigde hij op tien rondes als zesde. Met diezelfde partner was hij in december ook nog goed voor een vice-titel in het BK ploegkoers, ze moesten enkel Nicky Cocquyt en Moreno De Pauw laten voorgaan.

### 2013
Vanaf 2013 werd De Buyst, op amper 19-jarige leeftijd, prof bij het procontinentale Topsport Vlaanderen-Baloise. Hij werd er ploegmaat van onder andere Kenny De Ketele, Dominique Cornu en Michael Van Staeyen.
Zijn eerste wedstrijd waren de Wereldkampioenschappen baanwielrennen 2013, hij nam zowel deel aan de ploegenachtervolging en het omnium. Hij werd er tweemaal zevende. Zijn eerste goed resultaat op de weg behaalde hij tijdens de Ierse ronde van An Post Rás eind mei, werd hij derde in de tweede etappe. Hij sprintte er net achter Shane Archbold en Marcin Białobłocki, hierdoor mocht hij ook de jongerentrui aandoen. Hij eindigde in het eindklassement als tiende, op 1 minuut en 39 seconden achter de Pool Marcin Białobłocki.
Twee maanden later wist hij ook voor het eerst de Europese titel op het beloften-omnium te behalen, nadat hij eerder in zijn carrière al drie ereplaatsen wist te behalen. Hij deed dit door zes punten voorsprong te halen op Thomas Boudat en Casper von Folsach. Die laatste wist wel enkele weken later de zege in de Grand Prix of Poland voor de ogen van De Buyst weg te kapen. In september reed hij op de piste van het Vlaams Wielercentrum Eddy Merckx tijdens de International Belgian Open het omnium. Hij won het ook voor de Nederlander Tim Veldt en de Brit Jonathan Dibben. Later won hij ook in Aigle het omnium, ditmaal won hij voor zijn landgenoot Kenny De Ketele en de wereldkampioen scratch Martyn Irvine. Hij nam vervolgens ook deel aan de Europese kampioenschappen baanwielrennen 2013, op de ploegenachtervolging werd hij 6de, en tijdens het omnium verbaasde hij met een stek net naast het podium, hij werd 4de.
Eind oktober leek hij aan de zijde van Iljo Keisse op weg naar de zege in de Zesdaagse van Grenoble. Voor aanvang van de laatste avond stonden ze nog aan de leiding, maar uiteindelijk eindigde ze als derde. De zege was voor het Franse wereldkampioene duo Morgan Kneisky en Vivien Brisse. Als voorbereiding op de Zesdaagse van Vlaanderen-Gent die hij aan de zijde van de Duitser Leif Lampater zou rijden, trad hij aan op de wereldbeker baanwielrennen in Manchester, die hij won. Hierna volgde de zesdaagse in Gent, gedurende de hele week stond hij en zijn partner aan de leiding. Maar op de voorlaatste dag namen het Belgisch-Nederlandse duo Keisse-Stroetinga de koppositie. Maar tijdens de laatste dag namen ze de leiding weer over, uiteindelijk zoude ze met 54 punten voorsprong winnen. Ook in Zürich trad hij aan, met De Ketele werd hij er tweede. Tijdens de tweede wereldbeker in het Mexicaanse Aguascalientes verdedigde hij zijn leidersplaats in de tussenstand van het Omnium. Hij eindigde uiteindelijk tweede achter Luke Davison, met De Ketele eindigde hij er ook tweede in de ploegkoers. Zijn laatste afspraak van het seizoen was het nationaal kampioenschap, hij nam er deel aan de puntenkoers en de ploegkoers. Hij wist beide onderdelen te winnen.

### 2014
Het seizoen 2014 begon voor De Buyst op 2 januari met de Zesdaagse van Rotterdam aan de zijde van Kenny De Ketele. Lang deden zij en het Belgisch-Nederlandse koppel Iljo Keisse-Niki Terpstra haasje-over in de tussenstand. Uiteindelijk moest hij en De Ketele pas in de laatste ploegkoers het hoofd buigen, ze werden tweede op één ronde van de winnaars. Tijdens de laatste wereldbeker van het seizoen 2013-2014 trachtte hij zijn leidersplaats in het omnium te vergulden. halverwege stond hij op een 4de plek, met twee punten minder dan het trio Jonathan Dibben, Tirian McManaus en Thomas Boudat die de leiding deelden. Op de slotdag presteerde De Buyst prima, en sprong zo naar de tweede plek, achter de Australiër Tirian McManaus dit was voldoende om de eindzege veilig te stellen. Met De Ketele aan zijn zijde werd hij ook tweede in de ploegkoers, ook hier wist hij het wereldbeker eindklassement te winnen. Tijdens de Zesdaagse van Berlijn reed hij net als tijdens zijn winst in Gent samen met Leif Lampater. Ze waren de grote favoriet, maar eindigde in extremis tweede.
Zijn grote doel begin dat jaar was het WK, hij reed er de ploegenachtervolging, omnium en ploegkoers. In de ploegenachtervolging eindigde hij met Kenny De Ketele, Moreno De Pauw en Jonas Rickaert een negende plek. Tijdens de eerste dag van het omnium werd hij tijdens de afvalkoers gediskwalificeerd door de jury omdat hij, tegen de regels in, op de onderste blauwe band koerste. De Buyst weigerde af te stappen, en werd hiervoor uit de gehele omniumcompetitie genomen. De Buyst reageerde ontgoocheld. Een dag later reed hij met De Ketele de ploegkoers, ze verzamelde het meeste punten, maar op 30 ronden van het einde gingen Spanje, Zwitserland en Tsjechië in de aanval en namen een winstronde. De Belgen gingen in de tegenaanval, maar door de grote verbrokkeling van het deelnemersveld wist niemand of de Belgen nu wel of niet ook een winstronde hadden genomen. De jury riep hen na enkele minuten tot winnaars uit, maar ruim een half uur na de race herzag ze haar beslissing en plaatste ze de Belgen terug naar rang vijf.
Zijn wegseizoen begon midden maart met de GP Denain, midden mei brak hij echter zijn pols. Hij zou pas eind juni terug in competitie treden. Eind juli volgde zijn eerste grote doel van het seizoen: de Europese kampioenschappen voor beloften. Hij zou er deelnemen aan de ploegkoers, puntenkoers, ploegenachtervolging en het omnium. Als ultieme voorbereiding betwistte hij het omnium van de GP Poland te Pruszków, en met succes want hij won er voor de Duitser Maximilian Beyer. Hij behaalde op het EK uiteindelijk een 5de plek in de ploegenachtervolging en in de puntenkoers werd hij derde, met dertien punten minder dan de Rus Andrej Sazanov. In het omnium eindigde hij ietwat teleurstellend 4de, samen met Otto Vergaerde werd hij wel nog vice-kampioen ploegkoers. In het najaar presteerde hij sterk op de weg, zo werd hij tweede in de openingsrit van de Ronde van Denemarken waar enkel Magnus Cort voor zich moest dulden en in de Druivenkoers werd hij nipt geklopt door Jonas Van Genechten. Hierna werd bekend dat De Buyst volgend jaar voor Lotto-Soudal zal uitkomen.
Zijn pistewinter begon niet zoals gepland op het EK, maar wel tijdens de Zesdaagse van Amsterdam, aan de zijde van Pim Ligthart werd hij er tweede. Na een val in de wereldbeker in Guadalajara was zijn deelname aan de zesdaagse van Gent even twijfelachtig. Hij zou er uiteindelijk wel starten aan de zijde van Kenny De Ketele, en ook winnen. Een maand later wonnen ze samen ook het BK ploegkoers.

### 2015

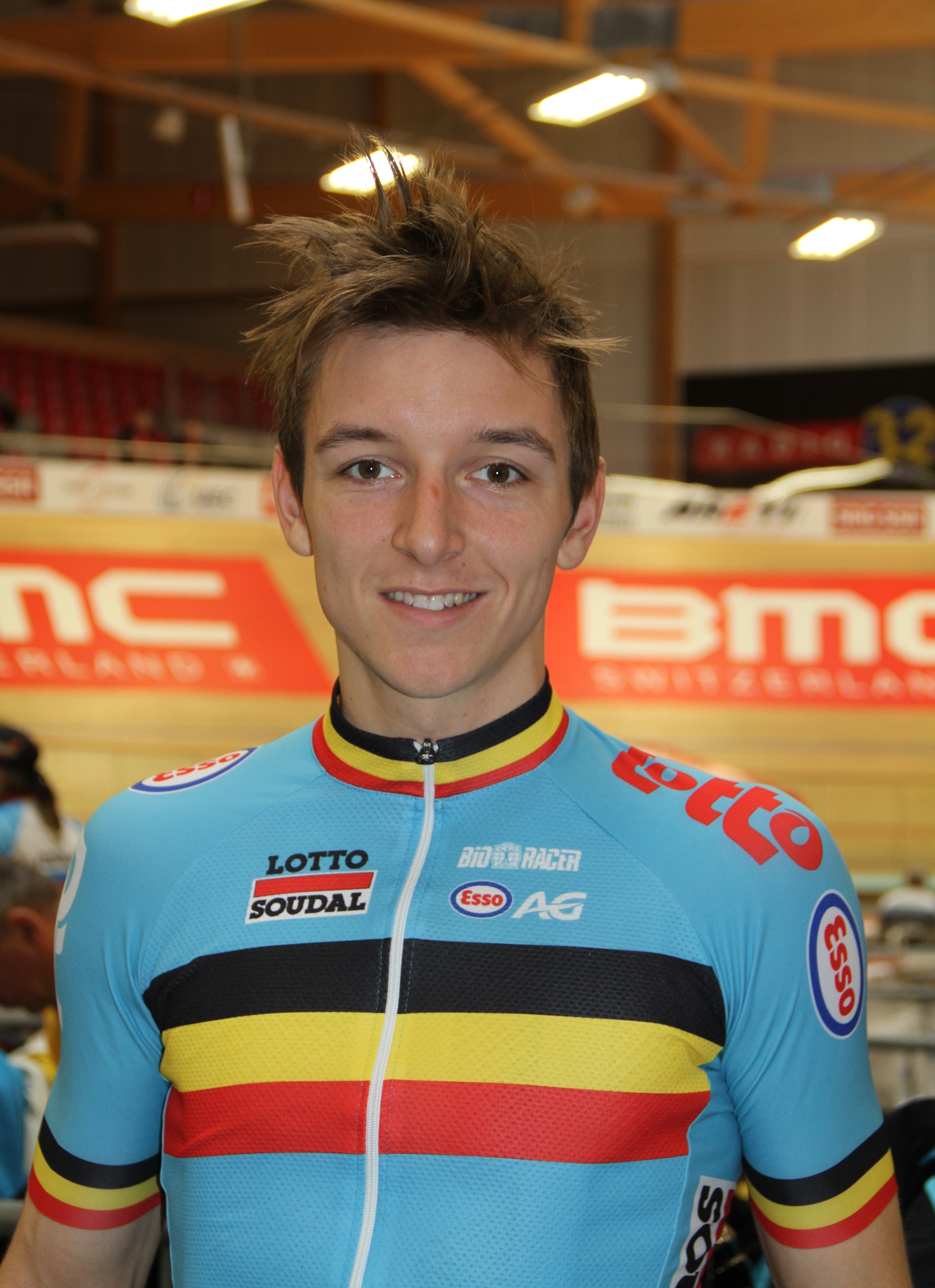
Jasper De Buyst (EK Baan 2015)

Zijn eerste wedstrijd voor zijn nieuwe ploeg was de Zesdaagse van Rotterdam. Samen met De Ketele lag hij tot op de slotavond op kop, zijn ploegmakker werd echter ziek en zo moesten ze tijdens de laatste dag opgeven. Tijdens de laatste Wereldbeker in Cali eindigde hij als tweede op het omnium, zo kon hij met een goed gevoel naar het WK. Als ultieme voorbereiding betwistte De Buyst vlak voor het WK nog de Zesdaagse van Kopenhagen als duo samen met thuisrijder Marc Hester. Ze stonden in het begin even aan de leiding, maar zouden uiteindelijk als 4de eindigen. Vlak voor WK raakte bekent dat Kenny De Ketele niet naar Frankrijk zou afrijzen wegens ziekte, een streep door de rekening van De Buyst die samen met De ketele de ploegkoers zou rijden. Op het WK was de ploegenachtervolging zijn eerste nummer, hierin strandde ze in de kwalificaties. Na de eerste dag van het omnium stond Hij samen met titelverdediger Thomas Boudat op een 3de plek, achter Elia Viviani en Fernando Gaviria. Op dag twee zakte hij op de sprintnummers naar plek vijf. In de puntenkoers probeerde hij de situatie nog recht te trekken, hij leverde eerst met Glenn O'Shea en later met Viviani strijd om het brons, hij strandde uiteindelijk op amper drie punten, als vierde. Samen met Otto Vergaerde pakte hij wel het brons op de ploegkoers.
Zijn wegseizoen startte begin april tijdens de Scheldeprijs. Tijdens de Ronde van Turkije reed hij sterk in dienst van André Greipel. Ook tijdens de daaropvolgende Ronde van Picardië reed hij sterk. Zo werd hij tweede in de openingsrit, achter ploegmaat Kris Boeckmans. In het eindklassement bezette hij uiteindelijk een zesde plek. In het najaar werd De Buyst geselecteerd voor Ronde van Spanje. Hij zou uiteindelijk op plek 126 eindigen, op bijna vier uur van winnaar Fabio Aru.

## Palmares

### Zesdaagsen
| Nr. | Jaar | Zesdaagse van | Samen met       |
| --- | ---- | ------------- | --------------- |
| 1   | 2013 | Gent          | Leif Lampater   |
| 2   | 2014 | Gent          | Kenny De Ketele |
| 3   | 2019 | Bremen        | Iljo Keisse     |

### Baanwielrennen
| 2009                               | ploegenachtervolging · 500m · scratch · achtervolging · ploegkoers · keirin · omnium · ploegensprint |                                   |            |  |                                                              |                                                         |
| Junioren                           | |                                   |            |  |                                                              |                                                         |
| 2010                               | ploegenachtervolging · omnium · puntenkoers · ploegkoers · ploegensprint                             |                                   |            |  |                                                              |                                                         |
| 2011                               | omnium · achtervolging · ploegkoers · ploegenachtervolging · ploegensprint · 1km · scratch           |                                   | omnium     |  |                                                              |                                                         |
| Beloften                           | |                                   |            |  |                                                              |                                                         |
| 2012                               | | ploegkoers · ploegenachtervolging |            |  |                                                              |                                                         |
| 2013                               | derny                                                                                                | omnium                            |            |  |                                                              |                                                         |
| 2014                               | | ploegkoers · puntenkoers          |            |  |                                                              |                                                         |
| Elites                             | |                                   |            |  |                                                              |                                                         |
| 2012                               | ploegkoers                                                                                           |                                   |            |  | Glasgow: · ploegenachtervolging                              |                                                         |
| 2013                               | ploegkoers · puntenkoers                                                                             |                                   |            |  | Manchester: · omnium · Aguascalientes: · ploegkoers · omnium | IBO: omnium ploegkoers 3daagse Aigle: omnium ploegkoers |
| 2014                               | ploegkoers                                                                                           |                                   |            |  | Guadalajara; · ploegkoers · omnium                           | GP of Poland Pruszków: omnium Cottbus: ploegkoers       |
| 2015                               | puntenkoers                                                                                          |                                   | ploegkoers |  | Cali: · omnium                                               | Revolution Series Londen: ploegkoers Gent: puntenkoers  |
| 2016                               | |                                   |            |  |                                                              |                                                         |
| geen deelnames tussen 2017 en 2023 | |                                   |            |  |                                                              |                                                         |
| 2024                               | ploegkoers puntenkoers                                                                               |                                   |            |  |                                                              |                                                         |
| 2025                               | | puntenkoers                       |            |  |                                                              |                                                         |

### Wegwielrennen

#### Overwinningen
2010
 Belgisch kampioen op de weg (junioren)
2011
 Belgisch kampioen tijdrijden (junioren)
2012
Meise-Wolvertem
2014
Omloop Mandel-Leie-Schelde
2017
Heistse Pijl
2e etappe Ronde van Wallonië
GP Stad Zottegem
Binche-Chimay-Binche
2019
4e etappe Ronde van Denemarken
Puntenklassement Ronde van Denemarken
2023
Egmont Cycling Race

#### Resultaten in voornaamste wedstrijden
| Jaar | Ronde van Italië | Ronde van Frankrijk | Ronde van Spanje |
| ---- | ---------------- | ------------------- | ---------------- |
| 2014 |                  |                     |                  |
| 2015 |                  |                     | 126e             |
| 2016 |                  |                     |                  |
| 2017 | opgave           |                     |                  |
| 2018 |                  | 142e                |                  |
| 2019 | opgave           | 118e                |                  |
| 2020 |                  | 142e                |                  |
| 2021 | opgave           | opgave              |                  |
| 2022 |                  |                     |                  |
| 2023 |                  | 136e                |                  |
| 2024 |                  |                     |                  |
| 2025 |                  | opgave              |                  |

| Jaar | Milaan-San Remo | Gent-Wevelgem | Ronde van Vlaanderen | Parijs-Roubaix | Brussels Cycling Classic | Parijs-Tours | Brabantse Pijl |  | Wereldranglijsten |
| ---- | --------------- | ------------- | -------------------- | -------------- | ------------------------ | ------------ | -------------- |  | ----------------- |
| 2014 |                 |               |                      |                | 19e                      |              |                |  |                   |
| 2015 |                 |               |                      |                |                          |              |                |  |                   |
| 2016 |                 | 61e           | 41e                  | opgave         |                          | 67e          |                |  |                   |
| 2017 |                 |               | opgave               |                | 6e                       | 17e          |                |  | 318e (UWT)        |
| 2018 | 109e            | 145e          | 57e                  |                |                          |              |                |  | 227e (UWT)        |
| 2019 |                 |               |                      |                |                          |              |                |  | 109e (UWR)        |
| 2020 | 110e            | 64e           | 18e                  |                |                          |              | 19e            |  |                   |
| 2021 | 102e            | opgave        |                      |                |                          |              |                |  |                   |
| 2022 |                 | opgave        |                      |                |                          | opgave       |                |  |                   |
| 2023 | 94e             | 95e           | opgave               |                |                          |              |                |  |                   |
| 2024 | opgave          | 29e           |                      |                |                          |              |                |  |                   |
| 2025 |                 |               |                      | 63e            |                          |              |                |  |                   |

## Ploegen
- 2012 –  Bontrager Livestrong Team
- 2013 –  Topsport Vlaanderen-Baloise
- 2014 –  Topsport Vlaanderen-Baloise
- 2015 –  Lotto Soudal
- 2016 –  Lotto Soudal
- 2017 –  Lotto Soudal
- 2018 –  Lotto Soudal
- 2019 –  Lotto Soudal
- 2020 –  Lotto Soudal
- 2021 –  Lotto Soudal
- 2022 −  Lotto Soudal
- 2023 −  Lotto-Dstny
- 2024 –  Lotto-Dstny
- 2025 –  Lotto

Armée · Cornu · De Buyst · De Jonghe · De Ketele · De Vreese · Declercq · Helven · Jacobs · Lampaert · Lietaer · Mertens · Neirynck · Salomein · Sprengers · Van Asbroeck · Van Hecke · Van Hoecke · Van Staeyen · Vanbilsen · Vandousselaere · Vanoverberghe · Vanspeybrouck · Waeytens · Wallays
Campenaerts · De Pauw · De Buyst · De Jonghe · De Ketele · Declercq · Helven · Jacobs · Lampaert · Lietaer · Rickaert · Salomein · Sprengers · Steels · Theuns · Van Asbroeck · Van Hecke · Van Hoecke · Vanoverberghe · Van Staeyen · Vanbilsen · Vanspeybrouck · Vergaerde · Waeytens ·  Wallays
Armée · Bak · Benoot · Boeckmans · Breen · Broeckx · De Buyst · De Bie · Debusschere · De Clercq · De Gendt · Dehaes · Dockx · Gallopin · Greipel · Hansen · Henderson · Ligthart · Monfort · Roelandts · Sieberg · Vallée · Van den Broeck · Van der Sande · D.Vanendert · J.Vanendert · Vervaeke · Wellens · Frison (stagiair) · Van Gestel (stagiair) · Van Rooy (stagiair)
Armée · Bak · Benoot · Boeckmans · Broeckx · De Buyst · De Bie · De Clercq · De Gendt · Debusschere · Dockx · Frison · Gallopin · Greipel · Hansen · Henderson · Ligthart · Marczyński · Monfort · Roelandts · Sieberg · Valls · Van der Sande · Vanendert · Vervaeke · Wallays · Wellens · Deltombe (stagiair) · Goolaerts (stagiair) · Shaw (stagiair)
Armée · Bak · Benoot · Boeckmans · De Bie · De Buyst · De Clercq · De Gendt · Debusschere · Frison · Gallopin · Greipel · Hansen · Hofland · Maes · Marczyński · Mertz · Monfort · Roelandts · Shaw · Sieberg · Valls · Van der Sande · Vanendert · Vervaeke · Wallays · Wellens · Wouters · Leysen (stagiair) · Planckaert (stagiair) · Van Gompel (stagiair)
Armée · Bak · Benoot · Campenaerts     · De Buyst · De Gendt · Debusschere · Frison · Greipel · Hansen · Hofland · Keukeleire · Lambrecht · Maes · Marczyński · Mertz · Monfort · Naesen · Shaw · Sieberg · Van der Sande · Vanendert · Wallays · Wellens · Wouters
Armée · Benoot · Blythe · Campenaerts   · De Buyst · De Gendt · Dewulf · Ewan · Frison · Hagen · Hansen · Iversen · Keukeleire · Kluge · Lambrecht · Maes · Marczyński · Mertz · Monfort · Naesen · Thijssen · Van der Sande · van Goethem · Van Moer · Vanendert · Vanhoucke · Wallays · Wellens · Wouters
Armée · Cras · De Buyst · De Gendt · Degenkolb · Dewulf · Dibben · Ewan · Frison · Gilbert · Goossens · Hagen · Hansen · Holmes · Iversen · Kluge · Maes · Marczyński · Mertz · Oldani · Thijssen · Van der Sande · Van Goethem · Van Moer · Vanhoucke · Vermeersch (vanaf 1 juni) · Wallays · Wellens
Conca · Cras · De Buyst · De Gendt · Degenkolb · Ewan · Frison · Gilbert · Goossens · Grignard · Holmes · Kluge · Kron · Małecki · Marczyński · Moniquet · Oldani · Sweeny · Thijssen · Van der Sande · Van Gils · Van Moer · Vanhoucke · Vermeersch · Verschaeve · Vervloesem · Wellens
Barbero (vanaf 1/5) · Beullens · Campenaerts · Conca · Cras · De Buyst · De Gendt · De Lie · Drizners · Ewan · Frison · Gilbert · Grignard · Holmes · Janse van Rensburg (vanaf 1/5) · Kluge · Kron · Małecki · Moniquet · Schwarzmann · Selig · Sweeny · Van Gils · Van Moer · Vanhoucke · Vermeersch · Verschaeve · Vervloesem · Wellens
Adamietz · Beullens · Campenaerts · De Buyst · De Gendt · De Lie · Drizners · Eenkhoorn · Ewan · Frison · Grignard · Guarnieri · Kron · Livyns · Menten · Moniquet · Paasschens · Schwarzmann · Segaert (vanaf 24/2) · Selig · Sepúlveda · Slock · Sweeny · Van de Paar · Van Eetvelt · Van Gils · Van Moer · Vanhoucke (vanaf 15/8) · Vermeersch
Adamietz · Berckmoes · Beullens · Campenaerts · Currie · De Buyst · De Gendt · De Lie · Drizners · Eenkhoorn · Gregaard · Grignard · Guarnieri · Kron · Livyns · Menten · Moniquet · Paasschens · Segaert · Taminiaux · Sepúlveda · Slock · Vandenabeele · Van de Paar · Van Eetvelt · Van Gils · Van Moer · Vanhoucke · Vermeersch